# Metal Sonic
Metal Sonic (メタル ・ソニック, Metaru Sonikku) (soms Metal genoemd) is een personage uit de Sonic the Hedgehog-franchise. Hij is de robotdubbelganger van Sonic.
Metal Sonic is naast Dr. Eggman een van Sonics bekendste tegenstanders.

## Personage

### Persoonlijkheid
Tot aan het spel Sonic Heroes had Metal Sonic niet echt een kenmerkende persoonlijkheid, en leek hij vooral hersenloze dienaar van Dr. Eggman. In Sonic Heroes werd onthuld dat hij een eigen bewustzijn heeft.
Metal Sonic is agressief, dominant, meedogenloos en heeft een grote honger naar macht. Hij was ooit de helper van Eggman, maar werkt sinds het spel Sonic Heroes voor zichzelf.
Metal Sonic wordt gedreven door een drang om Sonic te vernietigen. Uit enkele van zijn uitspraken is af te leiden dat Metal Sonic er mogelijk van overtuigd is dat hij zelf de echte Sonic is, en Sonic zijn dubbelganger.

### Vaardigheden
Metal Sonics motoren stellen hem in staat een stukje boven de grond te zweven. Als een dubbelganger van Sonic beschikt Metal Sonic over enorme snelheid, die zelfs die van Sonic overtreft. Verder heeft hij veel van Sonics vaardigheden en krachten geobserveerd en gekopieerd.
Metal Sonic kan zichzelf beschermen tegen vijandige aanvallen middels een krachtveld genaamd het “zwarte schild” (Black Shield). Ook kan hij zichzelf omgeven met een vuurbal, en een laser afvuren vanuit zijn torso.
Metal Sonic kan genetische data van anderen kopiëren, en zo de vechtbewegingen van een ander overnemen. De mate waarin hij deze vaardigheden kan kopiëren verschilt per spel.

## Incarnaties

### Computerspellen
Metal Sonic maakte zijn debuut in het spel Sonic the Hedgehog CD. Hij wordt gezien als de opvolger van een andere robot , die meedeed zowel in Sonic the Hedgehog 2 (8-bit) als in Sonic the Hedgehog 2 (16-bit).
In Sonic CD is Metal Sonic een creatie van Dr. Eggman. Hij wordt door Eggman naar het verleden gestuurd om daar het een en ander te veranderen zodat Eggman in het heden de macht in handen krijgt. Later ontvoert Metal Sonic ook Amy Rose. Aan het eind van het spel wordt Metal Sonic vernietigd wanneer Sonic hem in een race verslaat.
Metal Sonic keerde weer terug in Knuckles' Chaotix. Verder was hij een eindbaas in het spel Sonic Triple Trouble. In dit spel vecht hij daadwerkelijk met Sonic in plaats van enkel tegen hem te racen. Hij is tevens een eindbaas in Sonic the Fighters.
Metal Sonic was voor het eerst een bespeelbaar personage in Sonic Drift 2.
Metal Sonic heeft twee cameo’s in Sonic Adventure.
Metal Sonic is een ontsluitbaar multiplayerpersonage in Sonic Adventure 2.
Metal Sonics volgende grote optreden in een videospel was in Sonic Heroes, waarin hij transformeert in Neo Metal Sonic.
In Sonic Rivals is Metal Sonic het vijfde bespeelbare personage. Tevens is hij een bespeelbaar personage in Sonic Rivals 2. In dit spel heeft hij zelfs zijn eigen verhaallijn.
In Mario & Sonic op de Olympische Winterspelen is Metal Sonic een bespeelbaar personage. Op de Wii is hij gewoon speelbaar, maar op de DS is Metal Sonic naast dat hij een bespeelbaar personage is ook een eindbaas bij Raket-Skispringen. Hij is in het midden van het eiland Glinsterdorp te vinden.
Metal Sonic is teruggekeerd in zijn klassieke vorm als een vijand gevecht in Sonic Generations.

### Strips
Metal Sonic is een personage in de Britse stripserie Sonic the Comic. Hij maakte zijn debuut in "The Sonic Terminator", een stripverhaal gebaseerd op het spel Sonic CD. In deze stripserie wordt hij over het algemeen Metallix genoemd.
Metal Sonic deed ook mee in de stripserie Sonic the Hedgehog.

### Animatie
Metal Sonic is Sonics primaire tegenstander in de film Sonic the Hedgehog: The Movie. Hierin hebben Sonic en Metal Sonic een mentale link waardoor ze elkaars gedachten opvingen. Aan het eind van de film sterft Metal Sonic wanneer hij in een lavaput valt.